# Coppa Nehru
La Coppa Nehru, ufficialmente ONGC Nehru Cup fino al 2009, è stato un torneo calcistico a carattere amichevole riservato a squadre nazionali e organizzato dalla Federazione calcistica dell'India. Svoltosi dal 1982 al 1998, riprese nel 2006 e si è tenuto sino al 2012. Dopo che nel 2017 si è svolta la Tri-Nation Series, dal 2018 il torneo è stato sostituito dalla Coppa Intercontinentale.

## Storia
Alla coppa, contesa tra nazionali di calcio, hanno partecipato spesso anche le squadre nazionali B, le squadre olimpiche, le squadre nazionali juniores e le rappresentative nazionali amatoriali. Nel 1983 e 1984 furono anche presenti squadre di club come Szombathelyi Haladás e Vasas Budapest, la prima delle quali gareggiò con il nome di nazionale olimpica ungherese. In totale si sono disputate nel torneo 15 partite tra il 1982 e il 2012. 
La competizione si è tenuta annualmente fino al 1989, poi si è svolta con cadenza biennale. Dopo l'edizione del 1997 seguì una pausa di dieci anni. Da allora si sono giocate altre tre edizioni del torneo, nel 2007, 2009 e 2012. 
Dal 2018 il torneo è stato sostituito dalla Coppa Intercontinentale.

## Albo d'oro della Coppa Nehru
| Anno | Paese ospitante           | Finale                    | Finale                  | Finale              |
| Anno | Paese ospitante           | Vincitore                 | Punteggio               | Finalista           |
| ---- | ------------------------- | ------------------------- | ----------------------- | ------------------- |
| 1982 | Kolkata, India            | Uruguay                   | 2 - 0                   | Cina                |
| 1983 | Kochi, India              | Ungheria olimpica         | 2 - 1                   | Cina                |
| 1984 | Kolkata, India            | Polonia                   | 1 - 0                   | Cina                |
| 1985 | Kochi, India              | Unione Sovietica          | 2 - 1                   | Jugoslavia          |
| 1986 | Thiruvananthapuram, India | Unione Sovietica XI       | 1 - 0                   | Cina                |
| 1987 | Kozhikode, India          | Unione Sovietica XI       | 2 - 0                   | Bulgaria olimpica   |
| 1988 | Siliguri, Inde            | Unione Sovietica olimpica | 2 - 0                   | Polonia olimpica    |
| 1989 | Margao, India             | Ungheria XI               | 2 - 1                   | Unione Sovietica XI |
| 1991 | Thiruvananthapuram, India | Romania B                 | 3 - 1                   | Ungheria            |
| 1993 | Chennai, India            | Corea del Nord            | 2 - 0                   | Romania B           |
| 1995 | Kolkata, India            | Iraq                      | 1 - 0                   | Russia              |
| 1997 | Kochi, India              | Iraq                      | 3 - 1                   | Uzbekistan          |
| 2007 | Nuova Delhi, India        | India                     | 1 - 0                   | Siria               |
| 2009 | Nuova Delhi, India        | India                     | 1 – 1 (dts) 5 - 4 (dtr) | Siria               |
| 2012 | Nuova Delhi, India        | India                     | 2 – 2 (dts) 5 - 4 (dtr) | Camerun B           |

## Statistiche

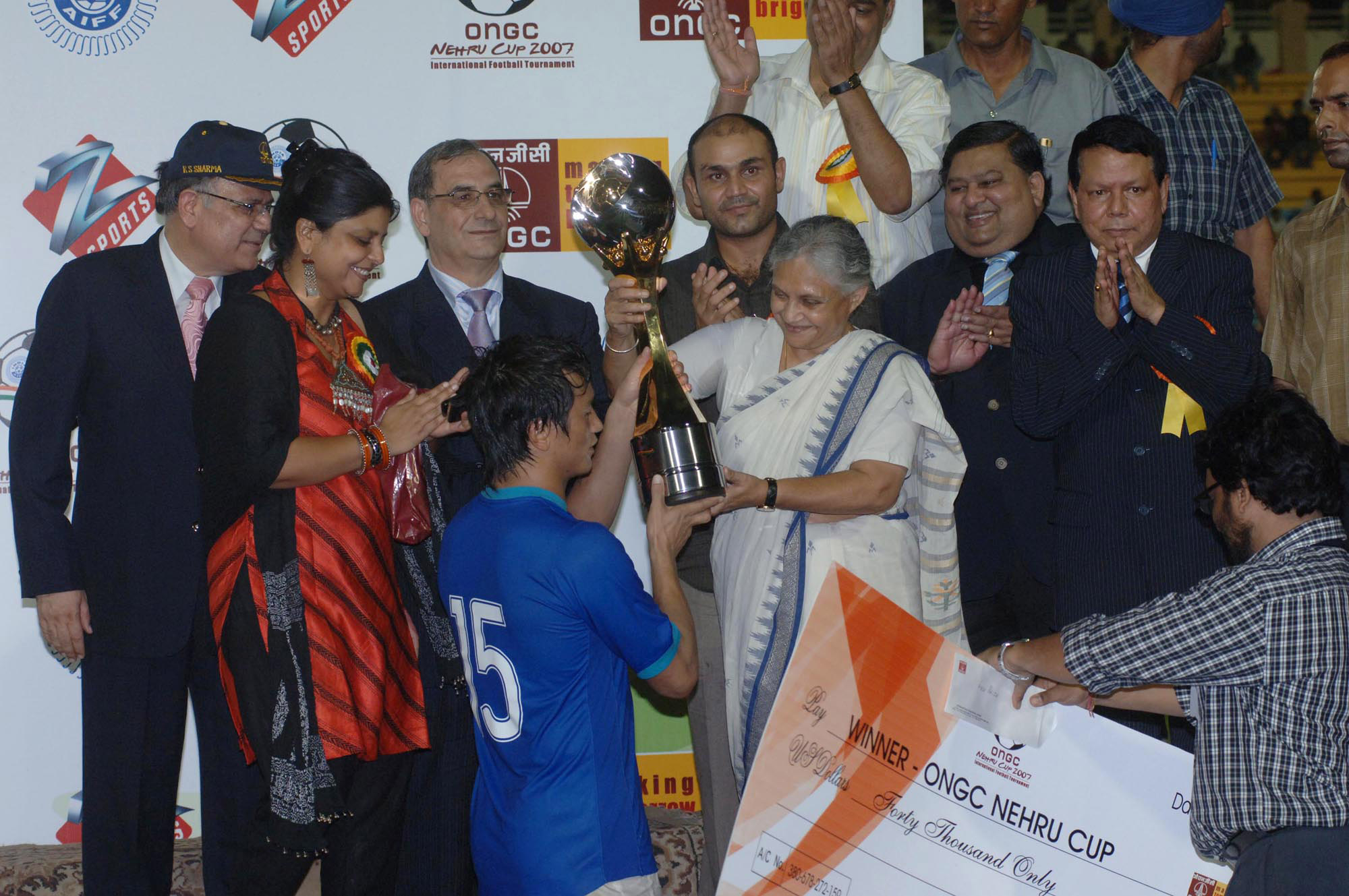
Il capo ministro di Nuova Delhi Sheila Dixit consegna la Coppa Nehru a Bhaichung Bhutia nel 2007.

### Vittorie per nazionale
| Vittorie | Nazionale        | Anni vittorie          |
| -------- | ---------------- | ---------------------- |
| 4        | Unione Sovietica | 1985, 1986, 1987, 1988 |
| 3        | India            | 2007, 2009, 2012       |
| 2        | Ungheria         | 1983, 1989             |
| 2        | Iraq             | 1995, 1997             |
| 1        | Uruguay          | 1982                   |
| 1        | Polonia          | 1984                   |
| 1        | Romania          | 1991                   |
| 1        | Corea del Nord   | 1993                   |